# Ayesha Harruna Attah
Ayesha Harruna Attah (Acra, 1983) es una novelista, cuentista y ensayista de Ghana. Después de realizar estudios universitarios en Estados Unidos, vivió en Senegal en 2015. Sus novelas tratan en particular temas de familia e historia ghanesa .

## Biografía
Ayesha Harruna Attah nació en Acra. Sus padres son periodistas directores de una revista literaria llamada Imagine, son las primeras fuentes de influencia en sus escritos.  También da testimonio de su descubrimiento entusiasta de Toni Morrison a los 13 años.
Después de crecer en Acra, se mudó a Massachusetts y estudió bioquímica en Mount Holyoke College, luego en la Universidad de Columbia y obtuvo una licenciatura en escritura creativa de la Universidad de Nueva York
Ayesha Harruna Attah publicó su primera novela en 2009, Harmattan Rain, escrita gracias a una subvención de Per Ankh Publishers, bajo la tutela del novelista ghanés Ayi Kwei Armah, y TrustAfrica.
También fue preseleccionada para el Premio de Escritores de la Commonwealth de 2010
Su segunda novela, Saturday's Shadows, publicada por World Editions en 2015, fue nominada en 2013 a un premio por manuscritos inéditos de la revista literaria keniata Kwani?. Su tercera novela, The Hundred Wells of Salaga, aborda las relaciones románticas y las duras condiciones de vida de las mujeres en Ghana a fines del  siglo XIX al inicio de la colonización
Ganadora del Premio AIR 2014, Attah residió en el Instituto Sacatar en Bahía, Brasil. También ganó la Beca de la Fundación Miles Morland en 2016 por un texto sobre la historia de la nuez de cola desde sus orígenes en África Occidental, ¡Kola! De las caravanas a la Coca-Cola.

### Harmattan
Escrita en 2009, Harmattan Rain sigue la historia de tres generaciones a través de los personajes de Lizzie-Achiaa, Akua Afriyie y Sugri.
Lizzie-Achiaa es una valiente matriarca que fue en busca de un amante antes de seguir una carrera como enfermera. Su hija, la artista Akua Afriye, es una madre soltera rebelde en un país sacudido por sucesivos golpes de estado. Sugari, la única hija de Akua Afriye, encantadora e inteligente, creció al abrigo de su casa familiar, antes de ingresar a la universidad en Nueva York, donde aprendió los riesgos de demasiada libertad.

### Saturday's Shadows
En un entorno que recuerda al África occidental de los años 90, Saturday's Shadows muestra la dificultad de mantener la cohesión familiar en un contexto político conflictivo. Luego de liderar una dictadura militar neocolonial, decide renunciar al cargo de líder supremo para que se inicie una transición democrática. La familia Avoka enfrenta las tensiones por este cambio de régimen y por lo tanto debe enfrentar el pasado del país

### The Hundred Wells of Salaga
Esta novela explora la historia de Ghana en el siglo XIX  a través de los ojos de dos mujeres, Wurche y Aminah. Su título alude a los cien pozos construidos en Salaga para lavar a los esclavos antes de venderlos. Enfatiza las diferencias étnicas, sociales, religiosas y lingüísticas, contrariamente a una visión suavizada y simplificada del continente.